# 雅本化学
雅本化学（英語：ABA Chemicals）全称是「雅本化学股份有限公司」，是一家中国化工公司。

## 历史
2006年1月创建于江苏太仓，行政总部位于上海，制造总部位于太仓港。主要生产制药，生物技术和农用化学产品。2010年2月改制成股份有限公司。2011年9月6日在深圳证券交易所创业板挂牌上市。